# Etienne Grandmont
Pour les articles homonymes, voir Grandmont.
Etienne Grandmont, né en 1977 à Trois-Rivières, est un militant œuvrant dans les milieux du transport et de l'environnement et homme politique québécois.
Le 3 octobre 2022, il est élu député de la circonscription provinciale de Taschereau à l'Assemblée nationale du Québec sous la bannière de Québec solidaire.

## Biographie
Etienne Grandmont naît en 1977 à Trois-Rivières. Après un baccalauréat en géologie et environnement à l'Université du Québec à Montréal en 2002, il obtient un diplôme de deuxième cycle en gestion et développement des organisations à Université Laval en 2019.
Spécialiste du transport collectif, il est directeur général chez Accès transports viables pendant une dizaine d'années.

### Militantisme
Dans la continuité de son expertise professionnelle, Grandmont s'engage sur des questions liées aux transports. Il participe ainsi en 2019 à la création du groupe pro-tramway « J'ai ma passe » et est membre du conseil d'administration de Piétons Québec, qui défend le droit des piétions dans la province. 
Vice-président de Trajectoire Québec, association qui défend les usagers du transport collectif dans tout le Québec à partir de 2014, il en est élu président le 26 janvier 2022.
En mai 2021, Accès transports viables, le Conseil régional de l'environnement - région de la Capitale-Nationale, Équiterre, la Fondation David Suzuki (en), Trajectoire Québec et Vivre en Ville fondent la Coalition nationale Non au troisième lien, qui s'oppose au projet de tunnel autoroutier entre la capitale nationale et Lévis. Il intervient alors régulièrement dans les médias au nom de la coalition,.

### Vie politique
À la suite de l'annonce de retrait de la politique institutionnelle de Catherine Dorion le 1er avril 2022, Etienne Grandmont annonce briguer l'investiture dans la circonscription. Il reçoit le soutien de Manon Massé, mais affronte dans cette course Madeleine Cloutier, ancienne candidate aux municipales pour Transition Québec, qui a le soutien de la députée sortante. Le 20 juin 2022, il remporte l'investiture.

## Vie personnelle
Etienne Grandmont est père de trois filles.

## Résultats électoraux
|                                                                                               | Nom                   | Parti              | Nombre de voix | %      | Maj.  |
| --------------------------------------------------------------------------------------------- | --------------------- | ------------------ | -------------- | ------ | ----- |
|                                                                                               | Etienne Grandmont     | Québec solidaire   | 13 588         | 39,5 % | 5 831 |
|                                                                                               | Jeanne Robin          | Parti québécois    | 7 757          | 22,6 % | -     |
|                                                                                               | Pascale St-Hilaire    | Coalition avenir   | 7 537          | 21,9 % | -     |
|                                                                                               | Marie-Josée Hélie     | Conservateur       | 3 012          | 8,8 %  | -     |
|                                                                                               | Ahmed Lamine Touré    | Libéral            | 2 025          | 5,9 %  | -     |
|                                                                                               | Andrew Karim          | Vert               | 225            | 0,7 %  | -     |
|                                                                                               | Jean-François Joubert | Climat Québec      | 102            | 0,3 %  | -     |
|                                                                                               | Marie-Soleil Fillion  | Indépendant        | 83             | 0,2 %  | -     |
|                                                                                               | Guy Boivin            | Équipe autonomiste | 41             | 0,1 %  | -     |
| Total                                                                                         | Total                 | Total              | 34 370         | 100 %  |       |
| Le taux de participation lors de l'élection était de 72,3 % et 321 bulletins ont été rejetés. |                       |                    |                |        |       |